# Amtsgericht Goslar
Das Amtsgericht Goslar ist eines von neun Amtsgerichten im Landgerichtsbezirk Braunschweig. Es hat seinen Sitz in Goslar.
Das Amtsgericht Goslar ist zuständig für die Städte Goslar und Bad Harzburg sowie die Gemeinde Liebenburg und damit für rund 89.000 Personen. Übergeordnetes Gericht ist das Landgericht Braunschweig. Zuständiges Oberlandesgericht ist das Oberlandesgericht Braunschweig. Das Amtsgericht Goslar ist zudem zuständig für Insolvenzverfahren der Amtsgerichtsbezirke Bad Gandersheim, Clausthal-Zellerfeld, Goslar und Seesen.
Seit dem 1. Januar 2013 ist das Amtsgericht Goslar auch Zentrales Vollstreckungsgericht für das Land Niedersachsen.

## Geschichte
Nach der Revolution von 1848 wurde im Königreich Hannover die Rechtsprechung von der Verwaltung getrennt und die Patrimonialgerichtsbarkeit abgeschafft.
Das Amtsgericht wurde daraufhin mit der Verordnung vom 7. August 1852 die Bildung der Amtsgerichte und unteren Verwaltungsbehörden betreffend als königlich hannoversches Amtsgericht gegründet.
Es umfasste die Stadt Goslar und vom Amt Liebenburg die Gemeinden Jerstedt, Hahndorf, Grauhof und Riechenberg.
Das Amtsgericht war dem Obergericht Goslar untergeordnet. Mit der Annexion Hannovers durch Preußen wurde es zu einem preußischen Amtsgericht in der Provinz Hannover. Durch Erlass des RJM vom 8. Juni 1942 – RGBl. S. 382 – wurde das Amtsgericht Goslar im Zuge der Neuordnung des Salzgittergebietes zum 1. August 1942 aus dem Zuständigkeitsbereich des Oberlandesgerichts Celle in den Oberlandesgerichtsbezirk Braunschweig umgegliedert.